# 이한익 (배우)
이한익(1992년 4월 11일~)은 대한민국의 남자 뮤지컬배우, 영화배우이다.

## 출연작

### 영화
- 2017년 영화 아기와 나 - 성훈 역

### 드라마
- 2024년 JTBC 《비밀은 없어》 - 고등학생 김정헌 역
- 2022년 tvN 《미씽 : 그들이 있었다 2》 - 오건우 역
- 2022년 tvN 《별똥별》 - 강민규 역
- 2020년 tvN 《스테이지 - 통화권 이탈》
- 2019년 OCN 《보이스3》
- 2019년 플레이리스트 《러브버즈》 - 박우진 역

## 학력
- 서울예술대학교 연기과(졸업)